# Station Echem
Station Echem (Bahnhof Echem) is een spoorwegstation in de Duitse plaats Echem in de deelstaat Nedersaksen. Het station ligt aan de spoorlijn Lüneburg - Büchen. 

## Indeling
Het station heeft één perron, welke sober is ingericht. Het heeft één abri, het perron is bestraat met kasseien en is deels al begroeid met mos en gras. Het voormalige stationsgebouw wordt nu gebruikt als woonhuis. Het station is te bereiken vanaf de straat Dorfstraße, in de Bahnhofstraße is er een klein parkeerterrein.

## Verbindingen
Het station wordt alleen door treinen van DB Regio Nord bedient. De volgende treinserie doet het station Echem aan:
| Serie | Treinsoort                      | Route                                                                                  | Bijzonderheden |
| ----- | ------------------------------- | -------------------------------------------------------------------------------------- | -------------- |
| RE 83 | RegionalExpress (DB Regio Nord) | Kiel Hbf – Preetz – Bad Schwartau – Lübeck Hbf – Ratzeburg – Büchen – Echem – Lüneburg |                |